# Дворец Экитабль
Дворец Экитабль (нем. Palais Equitable) — эклектическое здание в историческом центре Вены, на площади Шток-им-Айзен-плац. Имеет статус памятника архитектурного наследия.

## История
Со средневековых времён на его месте стояло пять небольших домов, которые были снесены между 1856 и 1886 годами для расширения Кернтнерштрассе.
Здание было построено в период с 1887 по 1891 год по заказу нью-йоркской страховой компании «The Equitable Life Assurance Society of the United States», которая с 1991 года является частью французской AXA Group. Заказ выполнил архитектор Андреас Стрейт (нем. Andreas Streit).
В 1931 году архитектор Губерт Гесснер спроектировал в здании офис для кондитерской компании «Küfferle», ныне часть компании «Lindt». Некоторое время во дворце находился магазин поставщика Его императорского величества «Wilhelm Beck & Söhne». Также в здании располагалось консульство США.
В феврале 1944 года дворец сильно пострадал во время авианалета, и его пришлось полностью эвакуировать. Здание было вновь отреставрировано в 1949 году, а в 1997 году Рюдигер Лайнер (нем. Rüdiger Lainer) реконструировал парадный вход здания.
Дворец продолжает использоваться как штаб-квартира различных компаний и организаций.

## Архитектура здания
Фасад богато украшен, на фронтоне установлены скульптуры американского орла, в честь страны происхождения заказчика. На крыше находится парусник, который призван символически представлять глобальную деятельность американской страховой компании. Изначальный такелаж корабля после реставрации не был восстановлен.
На углу здания со стороны Кернтнерштрассе в нише установлен Шток-им-Айзен. Бронзовые барельефы на двери дворца изображают легенду о Шток-им-Айзене и были созданы Рудольфом Вейром. Скульптуры герм — Виктором Тильгнером, а остальные скульптуры были созданы Иоганном Шиндлером (нем. Johann Schindler). Вестибюль и парадная лестница дворца также очень впечатляют: для их отделки использовали мрамор из Халлайна и гранит из Саксонии. Атриум дворца полностью покрыт изразцами и майоликой. Потолок лобби расписан Юлиусом Виктором Бергером, который, также, является автором лепнины на втором этаже.

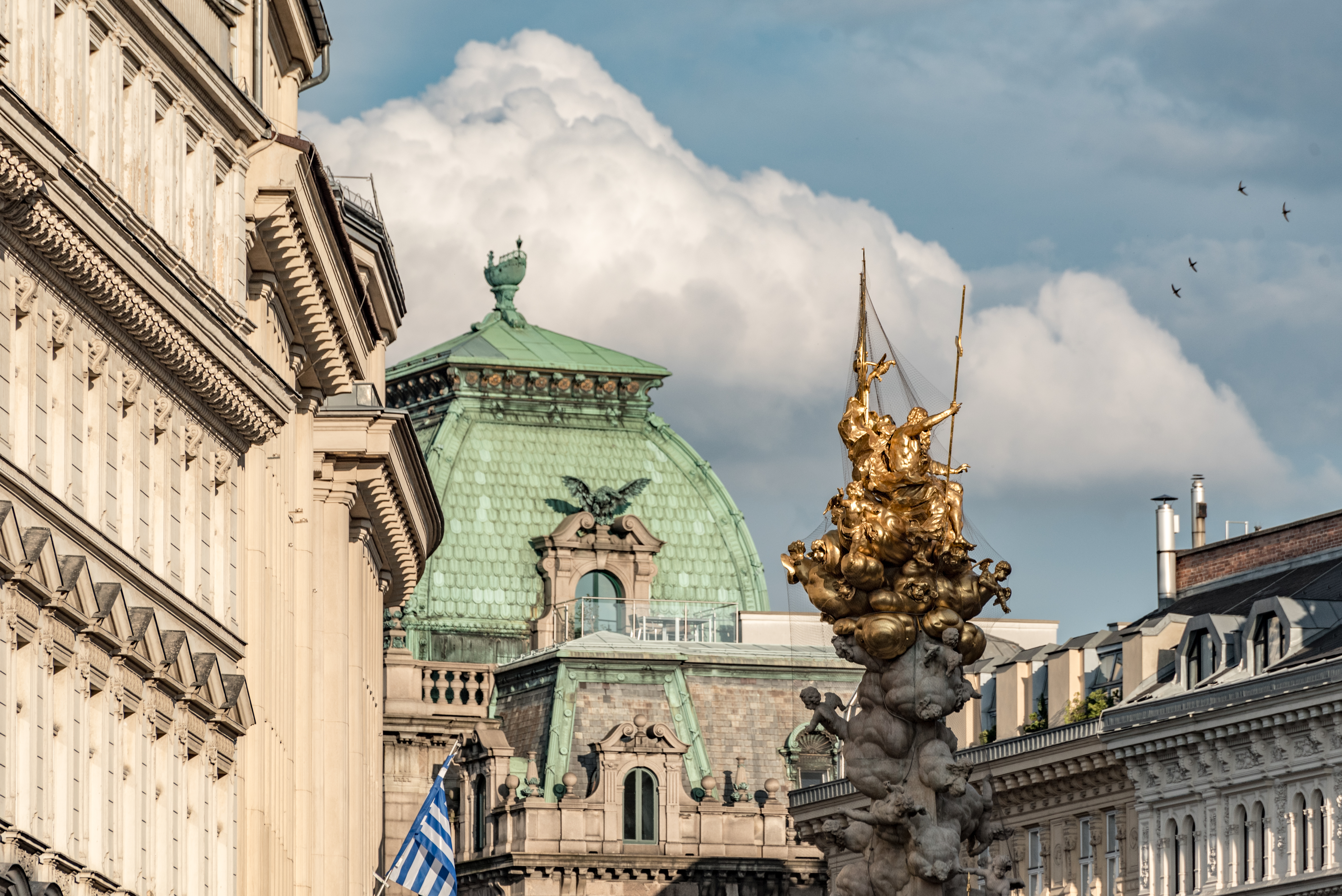
Вид на парусник с другой стороны.
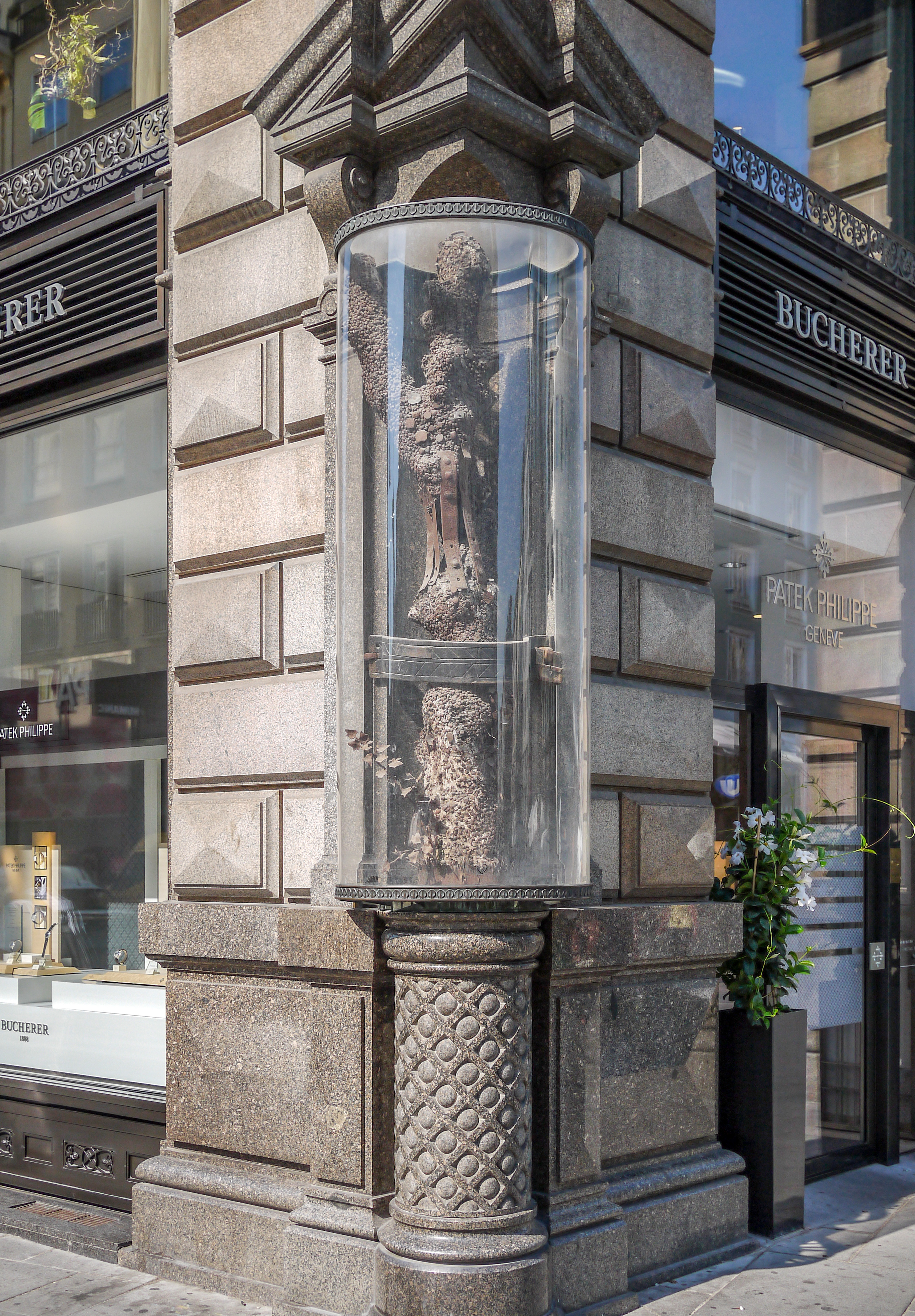
Шток-им-Айзен (буквально, "ствол [шест] в железе").
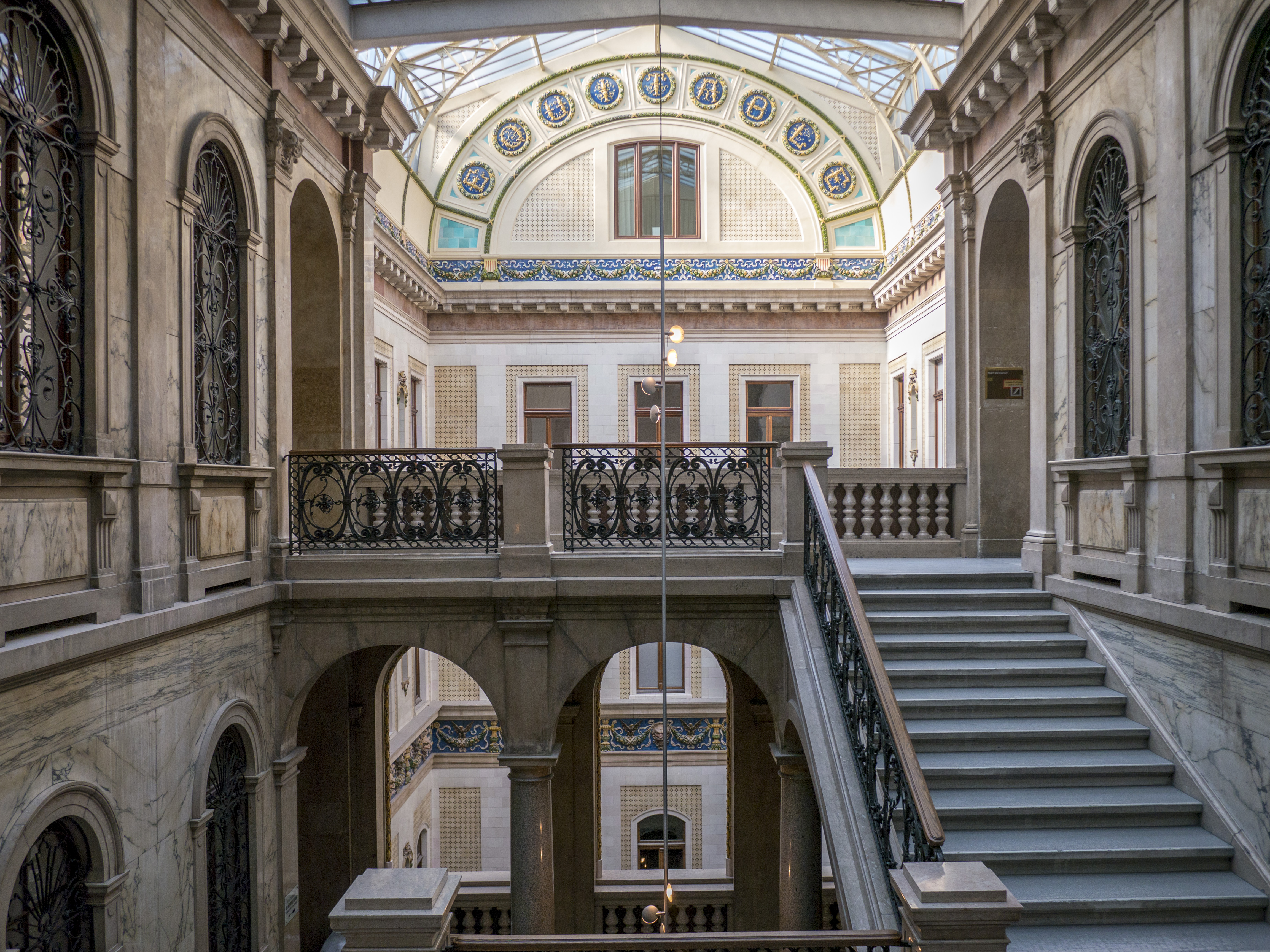
Вид на атриум.
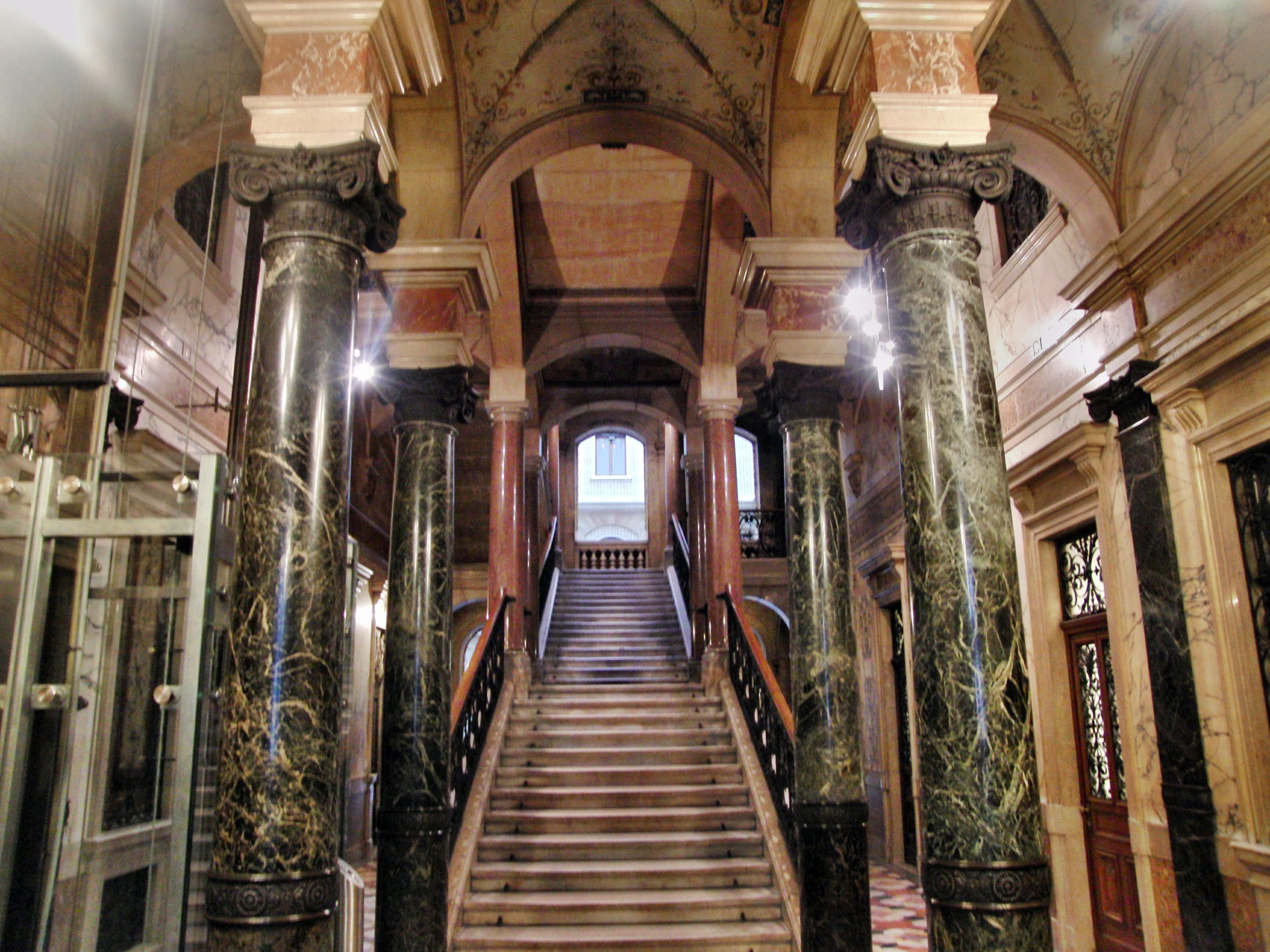
Богато украшенная парадная лестница.
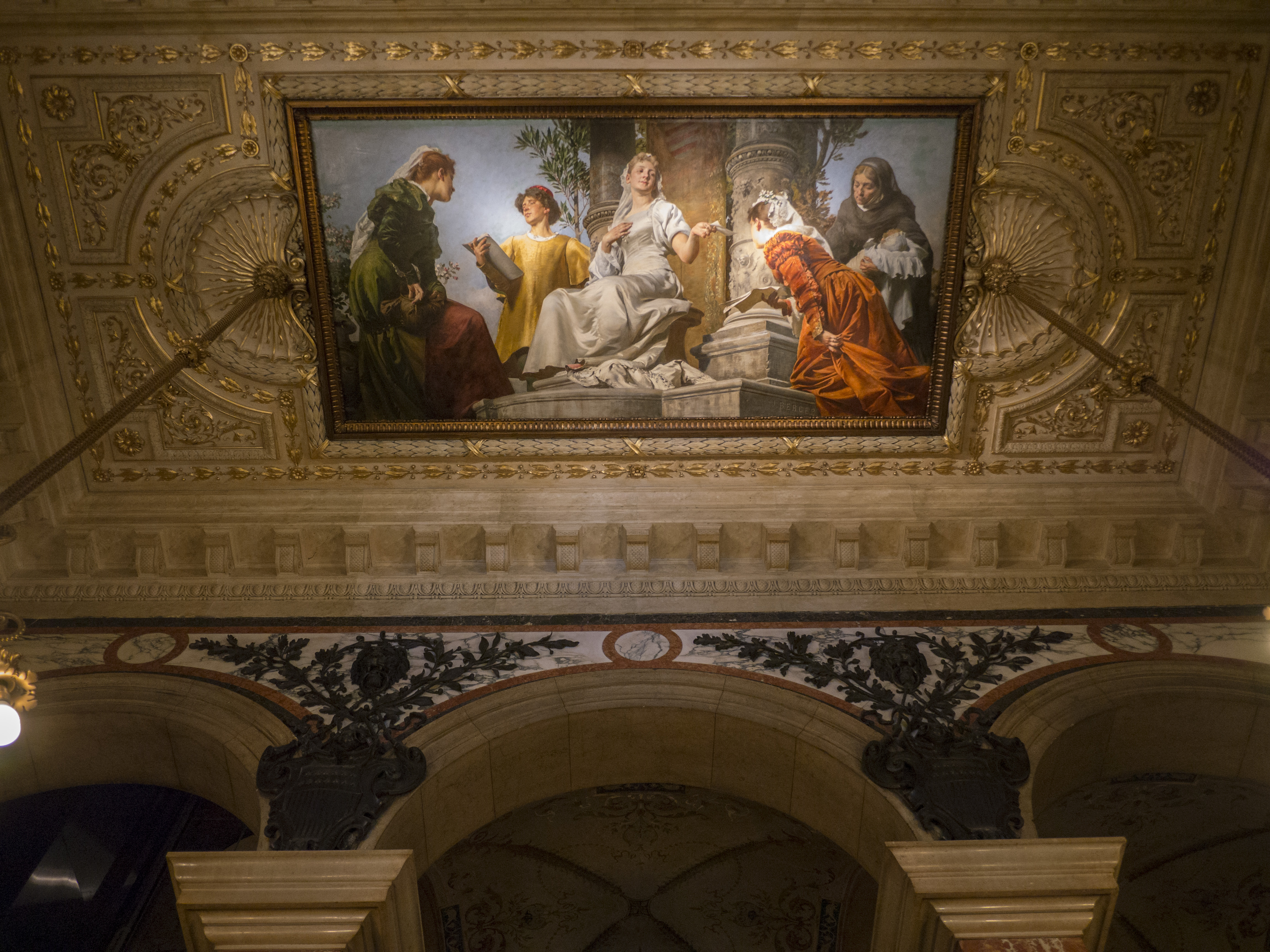
Росписи на потолке лобби.
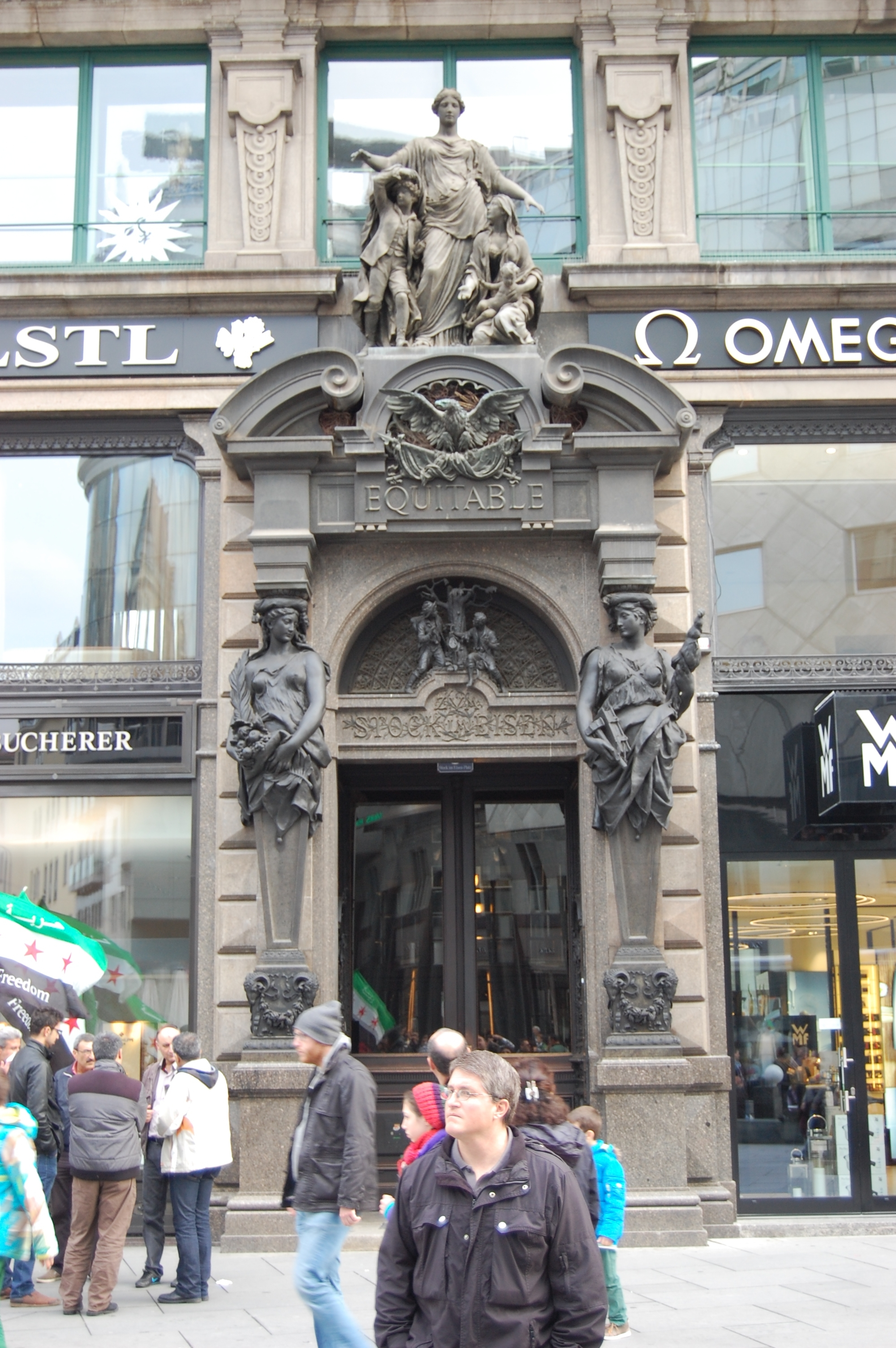
Портал парадного входа с гермами.